# Masclet

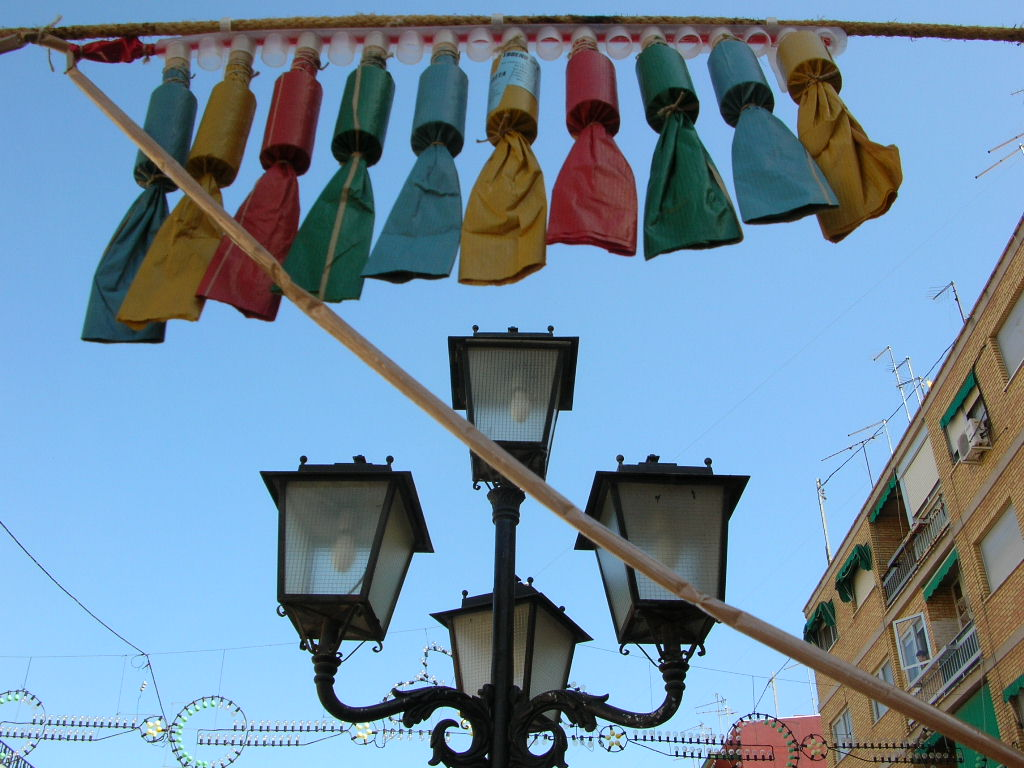
Masclets.

Masclet, proviene de la palabra en valenciano mascle, siendo su traducción macho. 
Es un petardo de gran potencia sonora, formado por una cantidad de pólvora que oscila entre 1,2 gramos y hasta los 40 gramos, el cual cuenta con una mecha para poder encenderlo. Pertenece a la clase III si no supera los 2,7 g de pólvora, en caso contrario, solo puede ser utilizado por personal autorizado, como los pirotécnicos, en mascletás. 
Su utilización actual es preferentemente en las tracas. Utilizándose esta en las mascletás, que se celebran en las diferentes poblaciones de la Comunidad Valenciana.
En las mascletás se utilizan carcasas, que son como bolas de pólvora envueltas en papel que suelen pesar entre 2 y 3 kilos.